# El sátiro (película de 1970)
El sátiro es una película filmada en colores de Argentina dirigida por Kurt Land según su propio guion escrito en colaboración con el guion de Francisco García Guzmán sobre el argumento de Gustavo Ghirardi que se estrenó el 10 de septiembre de 1970 y que tuvo como protagonistas a Jorge Salcedo, Juan Ramón, Mimí Pons y Nathán Pinzón. La coreografía estuvo a cargo de Esteban Greco. Tuvo el título alternativo de El sátiro regala rosas.
Fue la última película de Malisa Zini.

## Sinopsis
Un maníaco asesino de mujeres que es telonero en un teatro de burlesque.

## Reparto
- Jorge Salcedo …Vázquez
- Juan Ramón …Sergio
- Mimí Pons …Marta Lara
- Nathán Pinzón …Burgos
- Pedro Quartucci …Empresario
- Malisa Zini …Doña Rosa
- Elida Marletta …Elsa
- Mirta Massa …Alicia Acosta
- Franco Neri
- Horacio Bustos
- Aldo Mayo …Ramírez
- Guadalupe
- Edgardo Cané …Coreógrafo
- Ricardo Morán …Alberto
- Mary Pelliza
- Roberto Maurer
- Julián Favre
- Hugo Roncal
- Victoria Alais
- Mario Savino
- Patricia Dal
- Mario Rosado
- Rey Charol …Charol
- Nené Devín
- Manuel Rubio
- Silvia Iglesias
- Betty Aquino
- María Tonelli
- Olga Bruno
- Edelmiro Sampayo
- María Silva
- Eduardo Trillo
- Gregorio Álvarez
- Antonio González
- Lidia de Ruggieri
- Rafael Acalese

## Comentarios
AMR escribió en La Prensa sobre la película:

”La historia del psicópata obseso sexual es narrada en el más permitido estilo de los años 40. …Línea argumental de increíble chatura…Pedro Quartucci  sigue luciendo su natural simpatía y desenvoltura.”

Manrupe y Portela escriben:

”A partir de un caso policial real, una película risible con varios strip-tease y Juan Ramón en un papel sin canciones. Puede ser interesante para quien quiera ver cómo era esa clase de teatro en su época.”